# Mirosławiec
Mirosławiec (en alemán Märkisch Friedland) es una ciudad del condado de Wałcz, en el voivodato de Cuyavia y Pomerania, Polonia, de 2.633 habitantes (2007).
Mirosławiec fue parte del Reino de Polonia y Mancomunidad de Polonia-Lituania hasta 1772 cuando fue anexado por Prusia en la primera partición de Polonia. Desde 1871 parte de Alemania, la ciudad regresó a Polonia después de la derrota de Alemania nazi en Segunda Guerra Mundial en 1945.
A cinco kilómetros al norte de la ciudad está situada la 12.ª Base Aérea de la Fuerza Aérea Polaca.

## Galería de imágenes

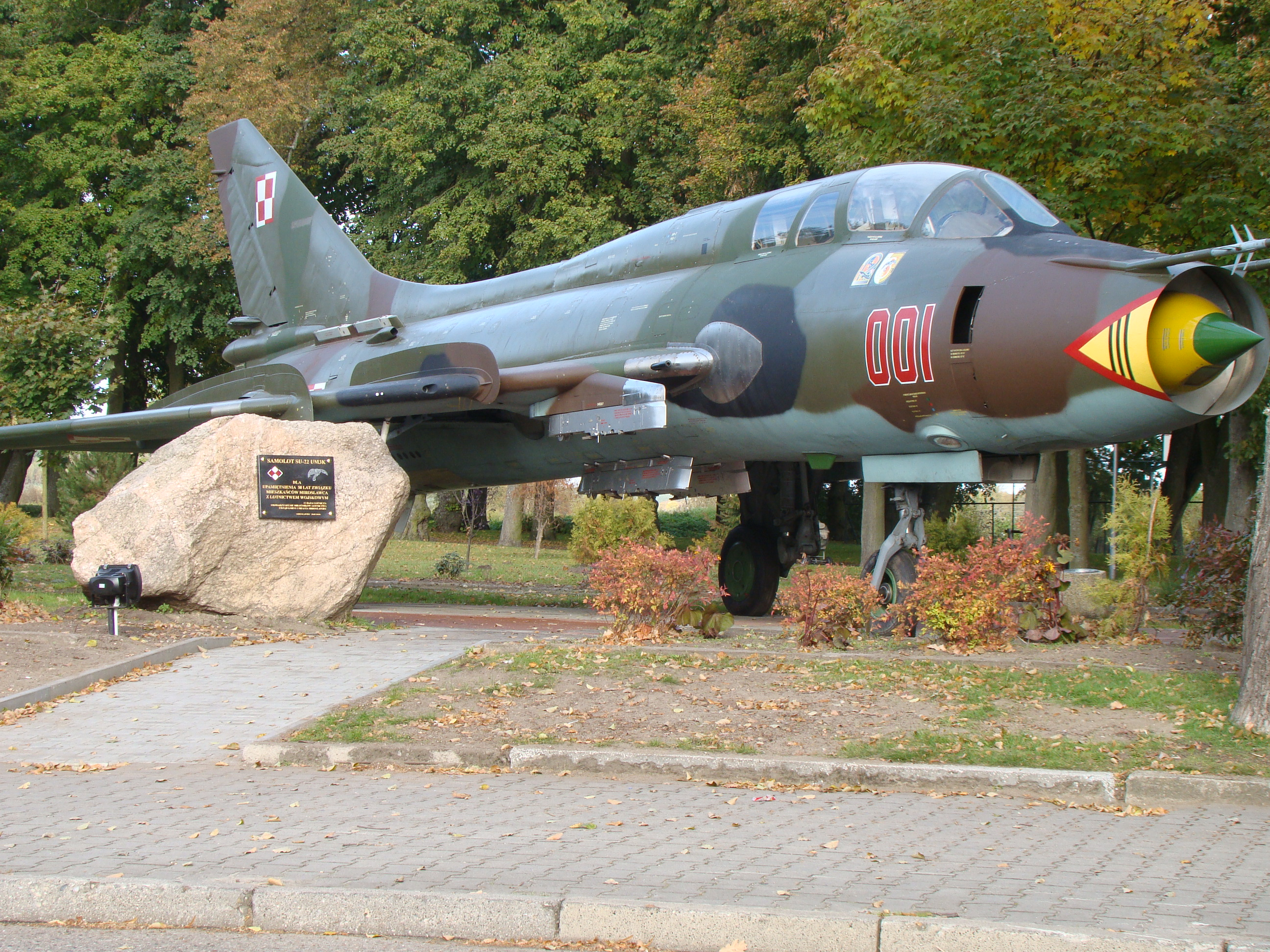
Monumento SU-22 UM3K en el Museo de la lucha por el terraplén de Pomerania en Mirosławiec
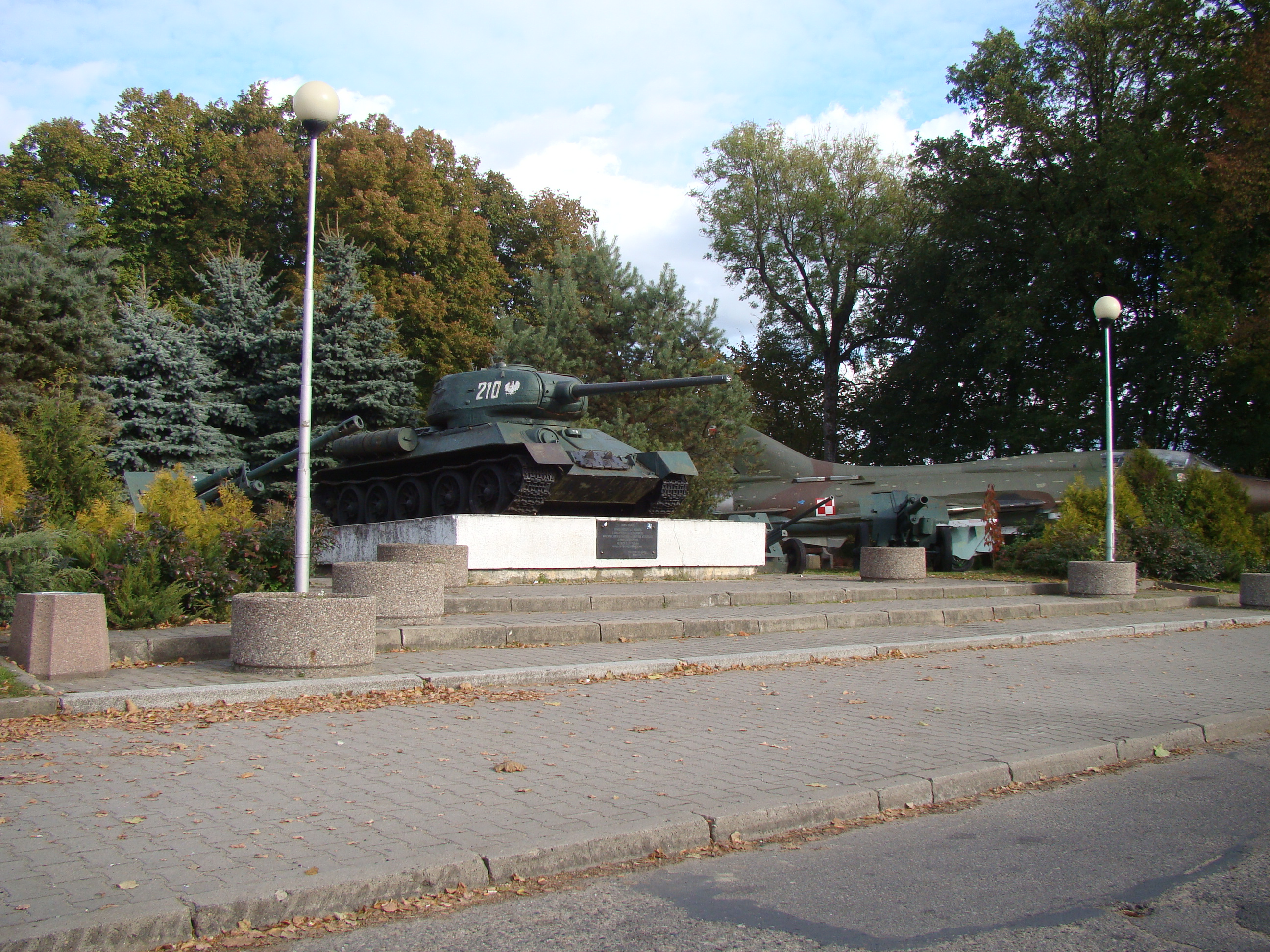
Monumento T-34 en el Museo de la lucha por el terraplén de Pomerania en Mirosławiec
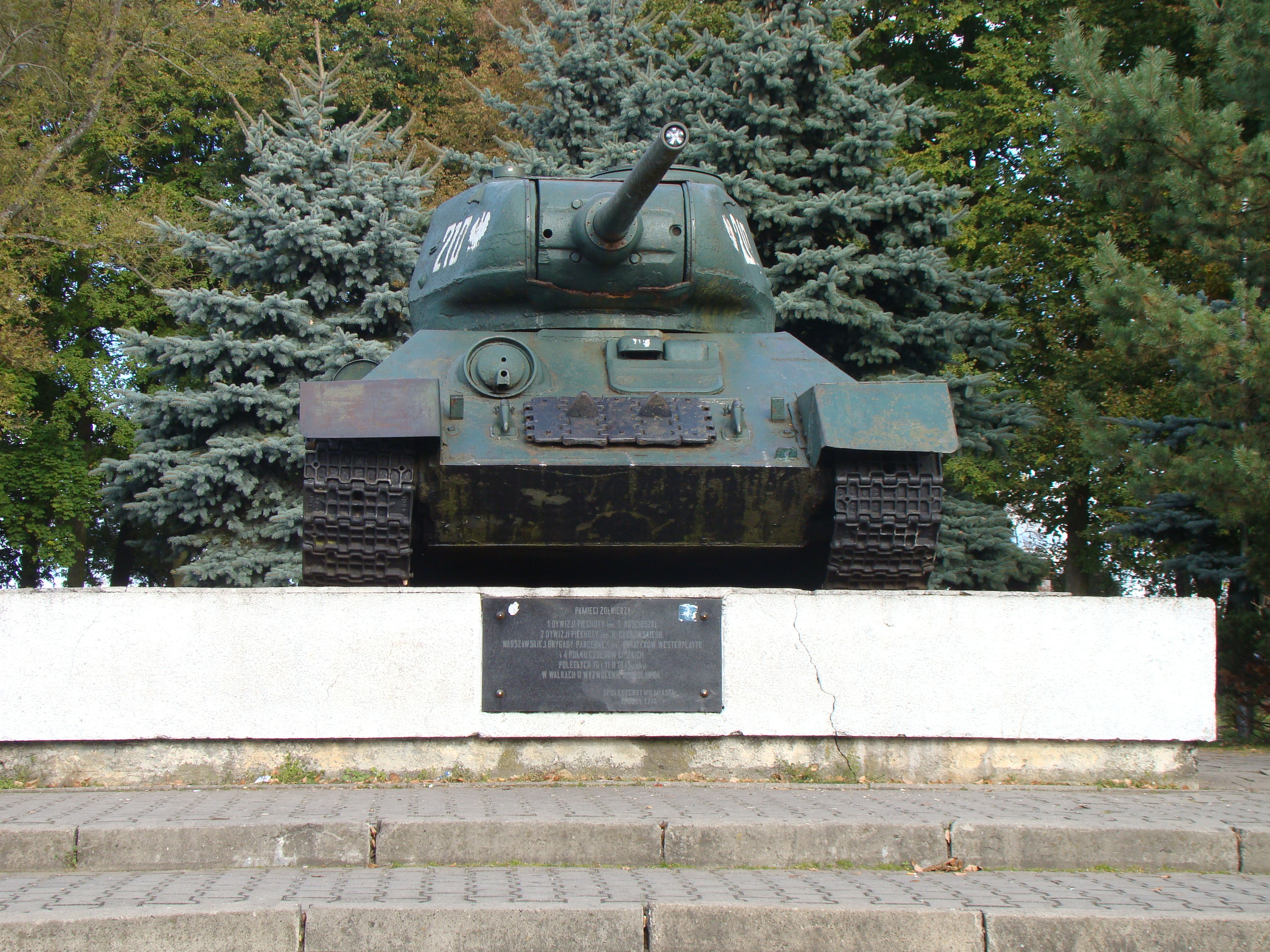
Monumento T-34 en el Museo de la lucha por el terraplén de Pomerania en Mirosławiec